# Ukrzyżowanie (ceramika)
Ukrzyżowanie – kompozycja rzeźbiarska z porcelany o tematyce religijnej, która została zaprojektowana przez Johanna Joachima Kändlera, głównego modelera w Królewskiej Manufakturze w Miśni w XVIII wieku.
W niektórych publikacjach widnieje inny tytuł dzieła - Golgota.
Kändler prowadził dziennik, Arbeitsberichte, w którym widnieje wpis dotyczący rzeźby – Creutzigung Christi czyli Ukrzyżowanie Chrystusa. Ten drugi tytuł wydaje się więc właściwszy.
Kompozycja powstała prawdopodobnie na zlecenie Augusta III, Kändler projektował ją od marca do października 1743 roku. Realizacja nastąpiła w 1744 roku. Na bocznej ścianie jednego z segmentów widnieją obie daty i nieczytelny napis.
Do czasów współczesnych zachowały się dwa egzemplarze pochodzące z XVIII wieku.
Grupa Ukrzyżowanie znajduje się obecnie (nieprzerwanie od XVIII wieku) w Dreźnie i eksponowana jest w Porzellansammlung.
Drugi egzemplarz pozostaje w zbiorach Zamku Królewskiego na Wawelu w Krakowie od 1966 roku jako dar Tadeusza Wierzejskiego. Niektórzy badacze przypuszczają, że egzemplarz krakowski pochodzi z pałacu  Brühla w Pförten (obecnie Brody koło Żagania), ale informacja ta nie jest w pełni udokumentowana.
Wiadomo, że w XVIII wieku była jeszcze jedna taka rzeźba w Elberfeldzie należąca do Emila Weyerbuscha, ale nie są znane jej losy po 1945 roku.
Kolejne dwie kompozycje pochodzą z XIX wieku, wykonano je z oryginalnych form. Jedna z nich została podarowana papieżowi Leonowi XIII przez króla Alberta Saskiego w 1888 roku i  pozostaje w zbiorach Biblioteki Apostolica Vaticana, a drugą wykonano na Wystawę Światową w Paryżu w 1900 roku, ale jej losy są nieznane.
Kompozycja rzeźbiarska wykonana jest z białej, szkliwionej porcelany, w części z krzyżem wysokość wynosi 130 cm, pozostałe segmenty mają wysokość 40 cm. Ta wielopostaciowa rzeźba składa się z 15 segmentów,. Osią dzieła jest krzyż osadzony w trawiastym gruncie, na którym widać postać Chrystusa przybitego do krzyża czterema gwoździami. Obok krzyża widoczna jest czaszka i kości. Wokół zgromadziło się 11 osób. Jest tam omdlała Matka Chrystusa, którą podtrzymuje św. Jan, nad nią pochyla się płacząca Maria, żona Kleofasa. Nieco z tyłu starzec, prawdopodobnie Nikodem, ze skrzyżowanymi na piersiach dłońmi i żołnierz z włócznią. U stóp krzyża św. Maria Magdalena klęczy ze złożonymi w modlitewnej pozie dłońmi. Za nią znajduje się żołnierz trzymający kostkę do gry i szatę Chrystusa oraz legionista z halabardą. Widoczny jest jeszcze setnik w zbroi i żołnierz w czapce frygijskiej. Wszystkie postacie znajdują się na cokole wyrzeźbionym na podobieństwo trawy. Na niej widoczne są po prawej stronie arma Christi – drabina, młotek, naczynie na ocet i zatknięta na kiju gąbka, w głębi karłowe drzewa palmowe.
Grupa figuralna Ukrzyżowanie została poddana konserwacji w latach 1997–2001. Przed podjęciem prac rzeźba była niekompletna i z licznymi uszkodzeniami. Konserwacja rzeźby była możliwa dzięki współpracy konserwatorów z Drezna i Krakowa, a przede wszystkim dzięki temu, że zachowały się oryginalne formy z XVIII wieku.
Kändler przy pracach o tematyce religijnej często zaznaczał w swoim dzienniku z jakiego wzoru korzystał. W przypadku Ukrzyżowania brak takiej informacji.
Obecnie polski egzemplarz można zobaczyć w Sieni Saskiej na pierwszym piętrze zamku na Wawelu.